# Opération Cay
Opération Cay (titre original : Falling Free) est un roman de science-fiction de l'écrivain américain Lois McMaster Bujold, paru en 1988. Il fait partie de l'univers de  la Saga Vorkosigan dont il constitue le premier volet suivant l'ordre chronologique de l'univers de la Saga Vorkosigan.
Les éditions J'ai lu ont réédité l'ensemble des œuvres de la saga Vorkosigan en intégrale dans des traductions révisées. Le titre français du roman Opération Cay a changé à sa réédition en 2011 pour devenir Chute libre.

## Résumé
Nouvellement affecté sur une station orbitale, l'ingénieur Leo Graf y découvre que l'entreprise qui l'emploie a créé par génie génétique une nouvelle race totalement adaptée à l'impesanteur : les quaddies. Dotés d'une constitution particulièrement résistante, d'un métabolisme leur permettant de compenser la fragilisation osseuse causée aux humains par la vie en impesanteur, leur trait le plus marquant reste la présence d'une seconde paire de bras à la place des jambes. 
Leo est chargé d'enseigner à ces élèves particuliers sa profession, en vue d'en faire de parfaits employés au service de sa compagnie. Mais sur la lointaine colonie Beta, une nouvelle invention remet en cause l'existence même des quaddies : avec l'apparition de la gravité artificielle, des ouvriers adaptés à l'impesanteur cessent d'être rentables. L'avenir des quaddies est compromis s'ils restent au service de la société qui les a créés... et qui légalement les possède. 
Leo Graf, se rendant compte du danger, les aide à organiser leur évasion.

## Éditions
- Falling Free, Baen Books, 1988
- Opération Cay, J'ai lu, Coll. « Science-Fiction », no 4511, 1997, traduction de Geneviève Blattmann  (ISBN 2-290-04511-X)
- Opération Cay, J'ai lu, Coll. « Science-Fiction », no 4511, 2001, traduction de Geneviève Blattmann  (ISBN 2-290-31503-6)
- Chute libre, in recueil La Saga Vorkosigan : Intégrale - 1, J'ai lu, Coll. « Nouveaux Millénaires », 2011, traduction de Geneviève Blattmann révisée par Sandy Julien  (ISBN 978-2290029183)